# Družina Evnomija
Družina Evnomija je družina asteroidov , ki se nahajajo v osrednjem delu glavnega asteroidnega pasu. Asteroidi te družine spadajo v skupino asteroidov tipa S (asteroidi, ki vsebujejo silicij, po sestavi so podobni kamnitim meteoritom). Približno 5 % vseh asteroidov glavnega asteroidnega pasu pripada tej družini.

## Značilnosti
Največji asteroid te družine je 15 Evnomija, ki je dal družini tudi ime. Ta asteroid je največji asteroid tipa S v Osončju. Ima 300 km v smeri daljše osi, povprečen premer pa približno 250 km. Leži skoraj v težišču družine. Po izračunih ima Evnomija od 70 do 75 % mase starševskega telesa, ki je verjetno imelo premer približno 280 km Verjetno je bilo starševsko telo samo delno diferencirano, ker površina Evnomije in spekter manjših članov družine kažejo podobne značilnosti.  Druge raziskave kažejo, da je družina nastala že prej zaradi nekaj manjših trkov. Telo, ki je povzročilo trk, je imelo približno 50 km v premeru in hitrost 22.000 km/h.
Ostali člani družine so precej pravilno razporejeni okrog Evnomije. Drugi največji asteroid je 258 Tiha (ime po grški boginji Tihi), ki ima približno 65 km v premeru. Leži na robu področja družine, zato se ga lahko ima za «vsiljivca» (telo, ki ni nastalo iz istega izvora kot ostali člani družine).
Asteroidi v tej družini imajo naslednje lastne elemente tirnice
- velika polos (ap) je med 2,54 in 2,72 a.e.
- izsrednost (ep) je med 0,121 in 0,180
- naklon tirnice (ip) je med 11,6 in 14,8°

Elementi oskulacijske tirnice pa so:
- velika polos (a) je med 2,53 in 2,72 a.e.
- izsrednost (e) je med 0,078 in 0,218
- naklon tirnice (i) je med 11,1 in 15,8°

Analiza, ki jo je opravil Italijan Vincenzo Zappalà v letu 1995, je pokazala, da družina vsebuje 439 teles v osrednjem delu. Poznejše raziskave (leto 2005) so pokazale, da je v označenem pravokotniku na sliki zgoraj 4649 asteroidov. To je približno 5 % vseh asteroidov iz glavnega asteroidnega pasu. 
Družina je verjetno po astronomskih merilih nastala pred kratkim. 
Vesoljska sonda Cassini-Huygens je leta 2000 letela mimo asteroida 2685 Masurski (majhen član družine Evnomija). Zaradi razdalje približno 1 milijona km do asteroida na posnetkih niso opazili na površini nobenih obrisov.
Člani družine Evnomija ležijo v območju orbitalnih resonanc med 3 : 1 in 8 : 3 z Jupitrom.

## Vsiljivci
Družina vsebuje tudi večje število asteroidov, ki nimajo istega izvora. Nastali so v okviru druge družine in so pozneje prešli na območje nove družine. Njihov spekter pogosto kaže na starševsko telo, ki pa lahko ima strukturo drugačno kot ostali člani družine. V družini Evnomija so našli nekaj takšnih asteroidov, ki niso asteroidi tipa S. To so: 85 Io, 141 Lumen, 546 Herodij, 657 Gunlöd, 1094 Sibirija in 1275 Kimbrija. 